# Dennis Byatt
Dennis John Byatt (sinh ngày 8 tháng 8 năm 1958) là một cựu trung vệ bóng đá người Anh sinh ra ở Hillingdon bắt đầu sự nghiệp với Fulham trước khi thi đấu ở Football League cho Peterborough United và Northampton Town. Ông có 369 lần ra sân cho Wealdstone khi họ vô địch Alliance Premier League và FA Trophy trong thập niên 1980, ông dẫn dắt đội bóng đầu thập niên 1990, và được bổ nhiệm làm quản lý thương mại năm 2008.